# Tam Phước (Bà Rịa-Vũng Tàu)
Tam Phước is een xã in het district Long Điền, een van de districten in de Vietnamese provincie Bà Rịa-Vũng Tàu.